# Corral (tauromaquia)
En el mundo taurino, el corral es un conjunto de edificaciones especialmente construidas para recibir los toros antes de las corridas y que se comunican entre sí a través de patios. Facilitan la descarga del camión de transporte procedente de la ganadería y el embarque hacia las plazas de toros si los corrales no son contiguos a la plaza.

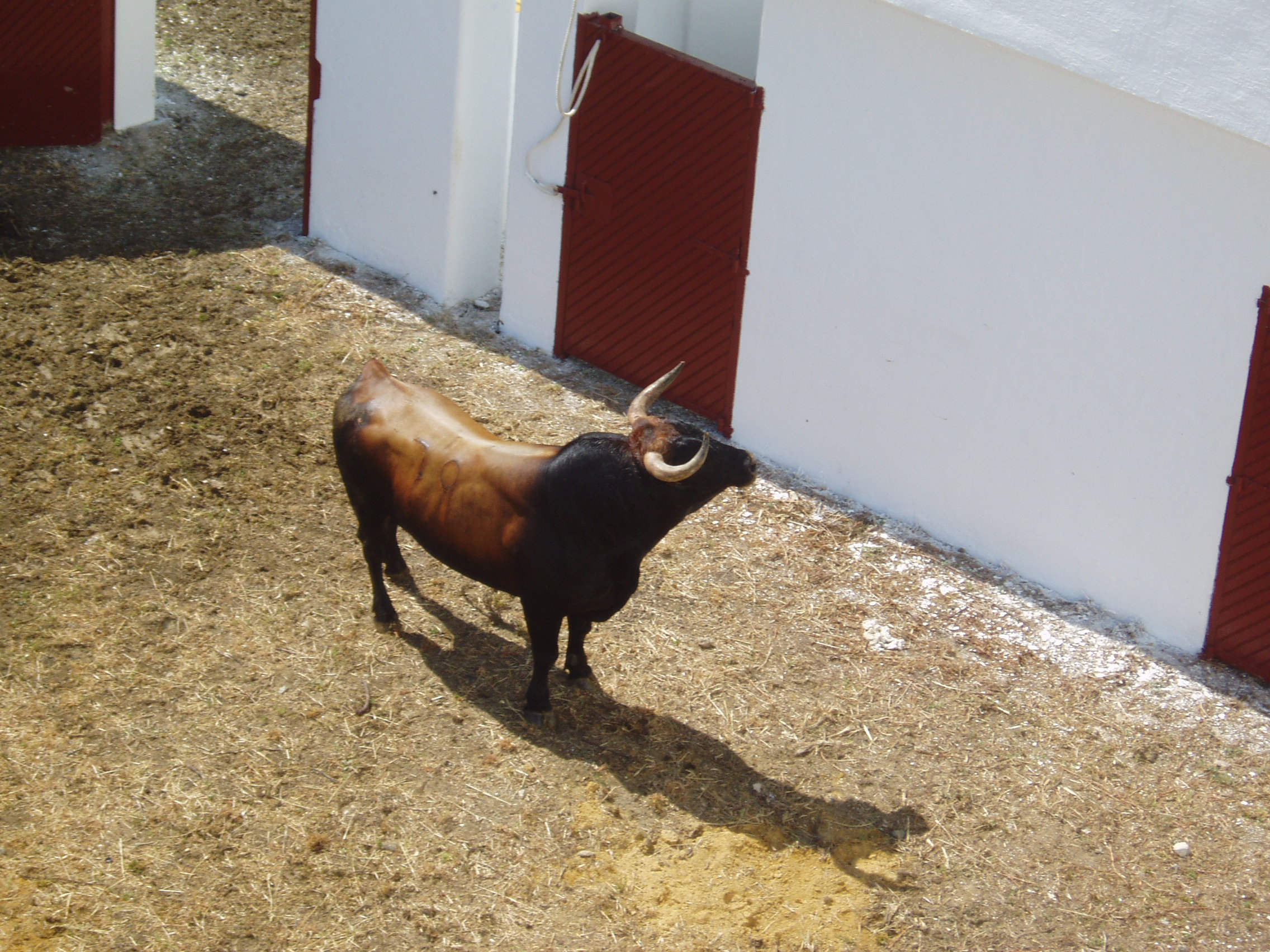
Un toro Miura en el corral de Estepona

En los días previos a la corrida, los toros se encierran allí en pequeños grupos. En general, solo se juntan toros de la misma ganadería. Después del sorteo, los toros son separados y puestos en el toril donde esperarán la hora de la corrida.
En general, los corrales se adjuntan a las plazas de toros, pero no es obligatorio. Particularmente en Nimes y Arlés, están ubicados fuera de la ciudad, por lo que los toros son llevados al toril en camión. En Pamplona, están a 825 metros de la puerta grande de la plaza de toros y se traen la misma mañana durante el famoso encierro.

## Funcionalidad
Generalmente, un pasillo conduce desde el muelle de desembarco hasta un primer corral donde se dejan los animales, cuando están calmados, se dirigen hacia los corrales más grandes donde se agruparán según los lotes de una misma ganadería.
Cerrados por altos muros, los corrales están equipados con burladeros y abrevaderos destinados a alimentar a los toros mientras esperan el día de la corrida, donde serán puestos en chiqueros durante el apartado. 
Los animales permanecen los días previos en estos lugares antes del sorteo.